# Motor Zaporoże (piłka nożna)
Motor Zaporoże (ukr. ФК «Мотор» Запоріжжя) – ukraiński klub piłkarski z siedzibą w mieście Zaporoże, w południowo-wschodniej części kraju, działający w latach 1936–1941 i od 1950.

## Historia
Chronologia nazw:
- 1936: Kryła Rad Zaporoże (ukr. «Крила Рад» Запоріжжя, ros. «Крылья Советов» Запорожье)
- 1940: Zawod im. Baranowa Zaporoże (ukr. «Завод ім. Баранова» Запоріжжя, ros. «Завод им. Баранова» Запорожье)
- 1941: klub rozwiązano
- 1950: Striła Zaporoże (ukr. «Стріла» Запоріжжя, ros. «Стрела» Запорожье)
- 1992: Striła-Motor Sicz Zaporoże (ukr. «Стріла-Мотор Січ» Запоріжжя)
- 1992: Motor-Sicz Zaporoże (ukr. «Мотор-Січ» Запоріжжя)
- 2008: Motor Zaporoże (ukr. «Мотор» Запоріжжя)
- 2012: Motor-Sicz Zaporoże (ukr. «Мотор-Січ» Запоріжжя)
- 2016: Motor Zaporoże (ukr. «Мотор» Запоріжжя)

Drużyna piłkarska Kryła Rad (ros. Krylja Sowietow) została założona w Zaporożu w 1936 roku i reprezentował miejscowy zakład silników lotniczych nr 29 im. P.I. Baranowa (ukr. авіамоторобудівний завод № 29 ім. П.І. Баранова), wchodzący do struktury Motor Sicz. W zakładzie, który powstał w 1907 roku, od początku uprawiano piłkę nożną. W latach 1936–1938 zespół występował w rozgrywkach Pucharu ZSRR. Również brał udział w mistrzostwach Ukraińskiej SRR wśród drużyn kultury fizycznej. W 1940 pod nazwą Zawod im. Baranowa startował w rozgrywkach Pucharu Ukraińskiej SRR. Po rozpoczęciu w 1941 roku Wielkiej wojny ojczyźnianej został rozwiązany.
W 1950 roku klub został odrodzony jako Striła i rozpoczął występy w rozgrywkach Mistrzostw i Pucharu obwodu zaporoskiego. W 1951 został mistrzem obwodu. Potem od 1963 do 1966 z rzędu zostawał mistrzem obwodu, a w 1975 był wicemistrzem.
Od początku rozrywek w niezależnej Ukrainie klub występował pod nazwą Striła-Motor Sicz i potem Motor-Sicz. W 2008 roku zmieniono nazwę na Motor, jednak w 2012 roku powrócono do poprzedniej nazwy. W 2016 roku klub ponownie zmienił nazwę na Motor. W sezonie 2018/19 zespół debiutował w mistrzostwach Ukrainy wśród amatorów.

## Barwy klubowe, strój
|  |  |

Klub ma barwy czerwono-niebieskie. Zawodnicy domowe spotkania zazwyczaj grają w białych koszulkach, białych spodenkach oraz białych getrach.

## Sukcesy

### Trofea międzynarodowe
Nie uczestniczył w rozgrywkach europejskich (stan na 31-05-2024).

### Trofea krajowe
| \| \| Zdobyte trofea w rozgrywkach Związku Radzieckiego (stan na: 31-12-1992) \| |                                                                         |      |            |
| Rozgrywki                                                                        | Osiągnięcie                                                             | Razy | Sezon(y)   |
| Mistrzostwo                                                                      | I miejsce                                                               | 0    |            |
| Mistrzostwo                                                                      | II miejsce                                                              | 0    |            |
| Mistrzostwo                                                                      | III miejsce                                                             | 0    |            |
| Puchar                                                                           | zdobywca                                                                | 0    |            |
| Puchar                                                                           | finalista                                                               | 0    |            |
| Puchar                                                                           | 1/64 finału                                                             | 2    | 1936, 1937 |
| II liga                                                                          | I miejsce                                                               | 0    |            |
| II liga                                                                          | II miejsce                                                              | 0    |            |
| II liga                                                                          | III miejsce                                                             | 0    |            |
|                                                                                  | Zdobyte trofea w rozgrywkach Związku Radzieckiego (stan na: 31-12-1992) |      |            |

- Puchar Ukraińskiej SRR:
  - 1/16 finału (1x): 1940

- Mistrzostwa Ukrainy wśród amatorów (D4):
  - półfinalista (1x): 2020/21

- Mistrzostwa obwodu zaporoskiego:
  - mistrz (11x): 1951, 1963, 1964, 1965, 1966, 2010, 2012, 2018, 2019, 2020, 2021
  - wicemistrz (7x): 1975, 1997/98, 1998/99, 2011, 2014, 2016, 2017
  - 3. miejsce (6x): 1992, 1999, 2000, 2004, 2013, 2015

- Puchar obwodu zaporoskiego:
  - zdobywca (2x): 1998, 2002
  - finalista (5x): 2001, 2012, 2014, 2016, 2021.

## Poszczególne sezony

### Rozgrywki międzynarodowe

#### Europejskie puchary
Klub nie uczestniczył w rozgrywkach europejskich.

### Rozgrywki krajowe
Ukraina
| \| Ukraina \| Bilans występów klubu w rozgrywkach piłkarskich Ukrainy (Stan na 31 maja 2024 r.) \| \| |                                                                                   |        |       |   |   |   |    |    |     |           |        |        |       |
| Poziom                                                                                                | Rozgrywki                                                                         | Sezony | Mecze | Z | R | P | B+ | B– | Pkt | Lata      | Awanse | Spadki | Naj.  |
| I | Wyszcza liha / Premier-liha                                                       | 0      |       |   |   |   |    |    |     |           |        |        |       |
| II | Persza liha                                                                       | 0      |       |   |   |   |    |    |     |           |        |        |       |
| III                                                                                                   | Druha liha                                                                        | 0      |       |   |   |   |    |    |     |           |        |        |       |
| IV | Perechidna liha / Tretia liha / Amatorska liha                                    | 5      |       |   |   |   |    |    |     | 2018–2023 | 0      | 0      | 1/2 f |
| | Puchar Ukrainy                                                                    | 0      |       |   |   |   |    |    |     |           | 0      | 0      |       |
| Ukraina                                                                                               | Bilans występów klubu w rozgrywkach piłkarskich Ukrainy (Stan na 31 maja 2024 r.) |        |       |   |   |   |    |    |     |           |        |        |       |

ZSRR
| \| \| Bilans występów klubu w rozgrywkach piłkarskich Związku Radzieckiego (Stan na 31 grudnia 1992 r.) \| |                                                                                                   |        |       |   |   |   |    |    |     |           |        |        |        |
| Poziom | Rozgrywki                                                                                         | Sezony | Mecze | Z | R | P | B+ | B– | Pkt | Lata      | Awanse | Spadki | Naj.   |
| I | Wysszaja liga / Klass A (wysszaja gruppa) / Klass A (1 gruppa) / Klass A / Gruppa 1 / Gruppa A    | 0      |       |   |   |   |    |    |     |           |        |        |        |
| II | Pierwaja liga / Klass A (1 gruppa) / Klass A (2 gruppa) / Klass B / Gruppa 2 / Gruppa B           | 0      |       |   |   |   |    |    |     |           |        |        |        |
| III | Wtoraja liga / Klass A (2 gruppa) / Klass B / Gruppa 3 / Gruppa W                                 | 0      |       |   |   |   |    |    |     |           |        |        |        |
| IV | Wtoraja nizszaja liga / Klass B / Gruppa G                                                        | 0      |       |   |   |   |    |    |     |           |        |        |        |
| V | Gruppa D                                                                                          | 0      |       |   |   |   |    |    |     |           |        |        |        |
| | Puchar ZSRR                                                                                       | 3      |       |   |   |   |    |    |     | 1936–1938 | 0      | 0      | 1/64 f |
| | Bilans występów klubu w rozgrywkach piłkarskich Związku Radzieckiego (Stan na 31 grudnia 1992 r.) |        |       |   |   |   |    |    |     |           |        |        |        |

## Struktura klubu

### Stadion
Drużyna rozgrywa swoje mecze domowe w Zaporożu na stadionie Motor-Sicz (wcześniejsza nazwa "Striła"), który może pomieścić 4.000 widzów.

## Kibice i rywalizacja z innymi klubami

### Derby
- Metałurh Zaporoże
- Torpedo Zaporoże
- Łokomotyw Zaporoże
- Bilszowyk Zaporoże
- Kolormet Zaporoże
- Tytan Zaporoże
- Wiktor Zaporoże